# Akimi Yoshida
Pour les articles homonymes, voir Yoshida.
Akimi Yoshida (吉田 秋生, Yoshida Akimi) est une mangaka  née le 12 août 1956 dans le quartier Shibuya de Tokyo, au Japon.
Elle remporte le Prix Shōgakukan pour Kisshō Tennyo en 1984, pour Yasha en 2002 et pour Kamakura Diary en 2016. Elle est principalement connue en dehors du Japon pour sa série Banana Fish, adaptée en série d'animation en juillet 2018.

## Biographie
Akimi Yoshida née le 12 août 1956  à Shibuya, Tokyo, au Japon. Elle étudie[Quand ?] à l'Université d'art de Musashino.
Elle publie son premier manga Chotto Fushigi na Geshukunin en 1977 dans le magazine de pré-publication Bessatsu Shōjo Comic et travaille ensuite pour Shōgakukan.
Elle trouve son public en 1978 avec California Monogatari (カリフォルニア物語)[réf. souhaitée]. En 1984, elle remporte le 29e Prix Shōgakukan pour son shōjo manga Kisshō Tennyo (吉祥天女). Et en 1985, son manga Banana Fish (バナナフィッシュ) remporte un succès immédiat.
Elle remporte en 2002 le 47e Prix Shōgakukan pour son shōjo manga Yasha (夜叉).
En 2007, elle démarre Kamakura Diary (海街diary, Umimachi Diary) dont l'adaptation au cinéma par Hirokazu Koreeda remporte cinq Japan Academy Prize en 2015 et pour lequel elle remporte en 2016 le 61e Prix Shōgakukan.
En France, son manga Banana Fish a été publié entre 2002 et 2006 par Panini Manga, puis réédité à partir de 2021. Le manga Yasha paraîtra chez le même éditeur à partir de 2022, puis Le Sommeil d'Eve et Lovers Kiss en 2025. Le manga Kamakura Diary est publié chez les éditions Kana entre 2013 et 2019.

## Récompenses
- 1984 : 29e Prix Shōgakukan[3]  pour Kisshō Tennyo[4], dans la catégorie Shōjo.
- 2002 : 47e Prix Shōgakukan[3] pour Yasha[4], dans la catégorie Shōjo.
- 2016 : 61e Prix Shōgakukan pour Kamakura Diary[4].

## Œuvres

### Manga
Liste complète (1977 à 2000) des mangas pré-publiés et publiés.
- 1977 : Chotto Fushigi na Geshukunin (ちょっと不思議な下宿人?)[3], pré publié dans le magazine Betsucomi[7].
- 1978 : California Monogatari (カリフォルニア物語, Kariforunia monogatari?), pré publié dans le magazine Betsucomi ; 8 volumes publiés chez Shōgakukan[BU 1].
- 1983 :
  - Yumemiru Koro wo Sugite mo (夢みる頃をすぎても?) ; 1 volume publié chez Shōgakukan[BU 2].
  - Kawa Yori mo Nagaku Yuruyaka ni (河よりも長くゆるやかに?), pré publié dans le magazine Petit Flower ; 2 volumes publiés chez Shōgakukan[BU 3].
  - Kisshō Tennyo (吉祥天女?), pré publié dans le magazine Betsucomi ; 4 volumes publiés chez Shōgakukan[BU 4].
  - Juusanyasou Kidan (ジユウサンヤソウキダン?), pré publié dans le magazine Petit Flower ; 1 volume publié chez Shōgakukan[BU 5].
- 1985 :
  - Sakura no Sono (桜の園?), pré publié dans le magazine LaLa ; 1 volume publié chez Hakusensha[BU 6].
  - Banana Fish (バナナフィッシュ, Bananafisshu?), pré publié dans le magazine Betsucomi ; 19 volumes publiés chez Shōgakukan[BU 7]. Il est publié en France chez Panini Manga.
- 1995 : Lovers' Kiss (ラヴァーズ・キス, Ravu~azu kisu?), pré publié dans le magazine Betsucomi ; 2 volumes publiés chez Shōgakukan[BU 8].
- 1996 :
  - Yasha (夜叉?), pré publié dans le magazine Monthly Flowers et Betsucomi ; 12 volumes publiés chez Shōgakukan[BU 9]. Publié en France chez Panini Manga à partir de 2022.
  - Hanako Gekki (ハナコ月記?) ; 1 volume publié[BU 10].
- 1997 : Banana Fish another story ; 1 volume publié chez Shōgakukan[BU 11].
- 2003 : Shoujo Mangaka-san Chi no Neko (少女まんが家さんちの猫?) (collectif) ; 1 volume publié chez Shōgakukan[BU 12].
- 2004 : Eve no Nemuri (イヴの眠り―YASHA NEXT GENERATION?), pré publié dans le magazine Flower ; 5 volumes publiés chez Shōgakukan[BU 13].
- 2005 : Yume no Sono (夢の園 吉田秋生傑作集2?) ; 1 volume publié[BU 14].
- 2007 :
  - Kamakura Diary (海街diary, Umimachi Diary?), pré publié dans le magazine Flower  ; 9 volumes publiés chez Shōgakukan[BU 15]. Publié en France chez Kana.
  - Yoshida Akimi: The Best Selection (吉田秋生TheBestSelection?) ; 2 volumes publiés chez Shōgakukan[BU 16].
- 2011 : Sukidesu, kono shōjo manga. (好きです、この少女まんが。?) (collectif) ; 5 volumes publiés chez Kodansha[BU 17].
- 2012 : Yoake (夜明け?) ; 2 volumes publiés chez Shōgakukan[BU 18].
- 2019 : Utagawa Hyakkei (詩歌川百景?), pré publié dans le magazine Flower  ; en cours de publication chez Shōgakukan[BU 19].

### Anime
- 1985 : Bobî ni kubittake (Bobby's Girl) de Toshio Hirata  (animation, 44 minutes) ; character designer

### Adaptations
Sauf indication contraire, les informations mentionnées dans cette section peuvent être confirmées par la base de données cinématographiques IMDb,  présente dans la section « Liens externes ».
- 1981 : Akuma To Himegimi (悪魔と姫ぎみ), de Ryosuke Takahashi (animation, 30 minutes)
- 1990 : Sakura no Sono (Cheery Blossom Park) de Shun Nakahara (film, 96 minutes).
- 2000 : YASHA (série TV, 11 épisodes de 46 minutes).
- 2003 : Lover's Kiss de Ataru Oikawa (film, 1h54).
- 2007 : Kisshô Tennyo de Ataru Oikawa (film, 1h56).
- 2008 : Sakura no sono de Shun Nakahara (film, 1h42).
- 2016 : Umimachi Diary (Notre petite sœur) de Hirokazu Kore-eda  (film, 2h07).
- 2018 : Banana Fish (série TV d'animation, 24 épisodes de 22 minutes) par Reiko Utsumi, Akemi Hayashi (Character Design) et Satoshi Hisaki.

### Scénariste
- 1999 : Hagure keiji: Australia de Katsunari Habiro (film).

## Source